# Westernstrip

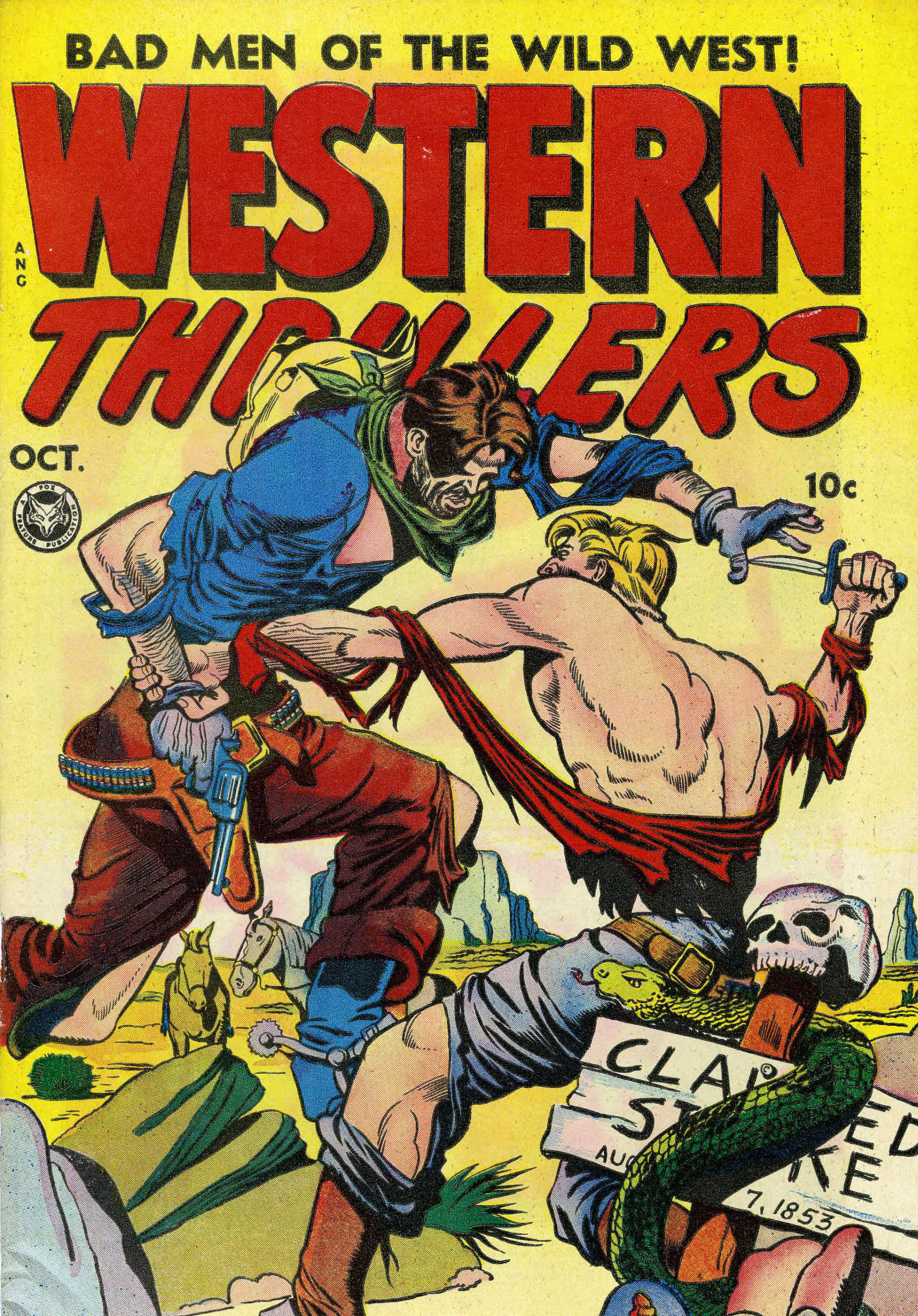
Wester Thrillers, voorbeeld van een Westernstrip

De westernstrip is een genre stripverhalen waartoe de strips behoren die gerekend kunnen worden tot het westerngenre. Deze strips spelen zich gewoonlijk af in het Wilde Westen, in de tweede helft van de negentiende eeuw. Veel voorkomende figuren zijn cowboys, revolverhelden, wetshandhavers, premiejagers en indianen. De tekeningen tonen vaak een landelijk negentiende-eeuws Amerika met geweren, cowboyhoeden, paarden, saloons, ranches en woestijnen. Westernstrips waren met name populair in de Verenigde Staten gedurende de jaren 40 en 50, maar genoten en genieten ook in Europa een zekere populariteit.

## Kenmerken

### Locatie en periode
De typische setting van de western in het algemeen, en dus ook van de westernstrip, is het Wilde Westen. Dit wordt gevormd  door het gebied ten westen van de Mississippi in de Verenigde staten in de tweede helft van de 19e eeuw. In deze periode werd dit gebied gekoloniseerd door de Amerikanen en was het het toneel van goudkoortsen, oorlogen met de indianen en de aanleg van spoorrails in het gebied, allemaal zaken die vaak terugkomen in westernstrips. Een ander regelmatig terugkerend element, de shoot-out, is geïnspireerd op historische gebeurtenissen zoals het vuurgevecht bij de O.K. Corral.
Er zijn ook strips die zich niet afspelen in de bovengenoemde setting, maar toch tot het westerngenre worden gerekend. Sommige strips die als westernstrip worden beschouwd spelen zich bijvoorbeeld af tijdens de Goudkoorts van Klondike in Canada, in Mexico of Australië, of in de 18e eeuw ten oosten van de Mississippi, waar in die tijd de Frontier lag.

### Personages
Westernstrips kennen een breed scala aan stereotiepe personages. Zo zijn er ranchers, veedrijvende cowboys, al dan niet gemaskerde revolverhelden, bandieten, premiejagers, sheriffs, marshals, indianen en goudzoekers. Historische personen zoals Kit Carson, Billy the Kid, Buffalo Bill en Geronimo zijn belangrijke inspiratiebronnen geweest voor de personages in westernstrips, en in sommige strips spelen ze zelf de hoofdrol.

## Subgenres

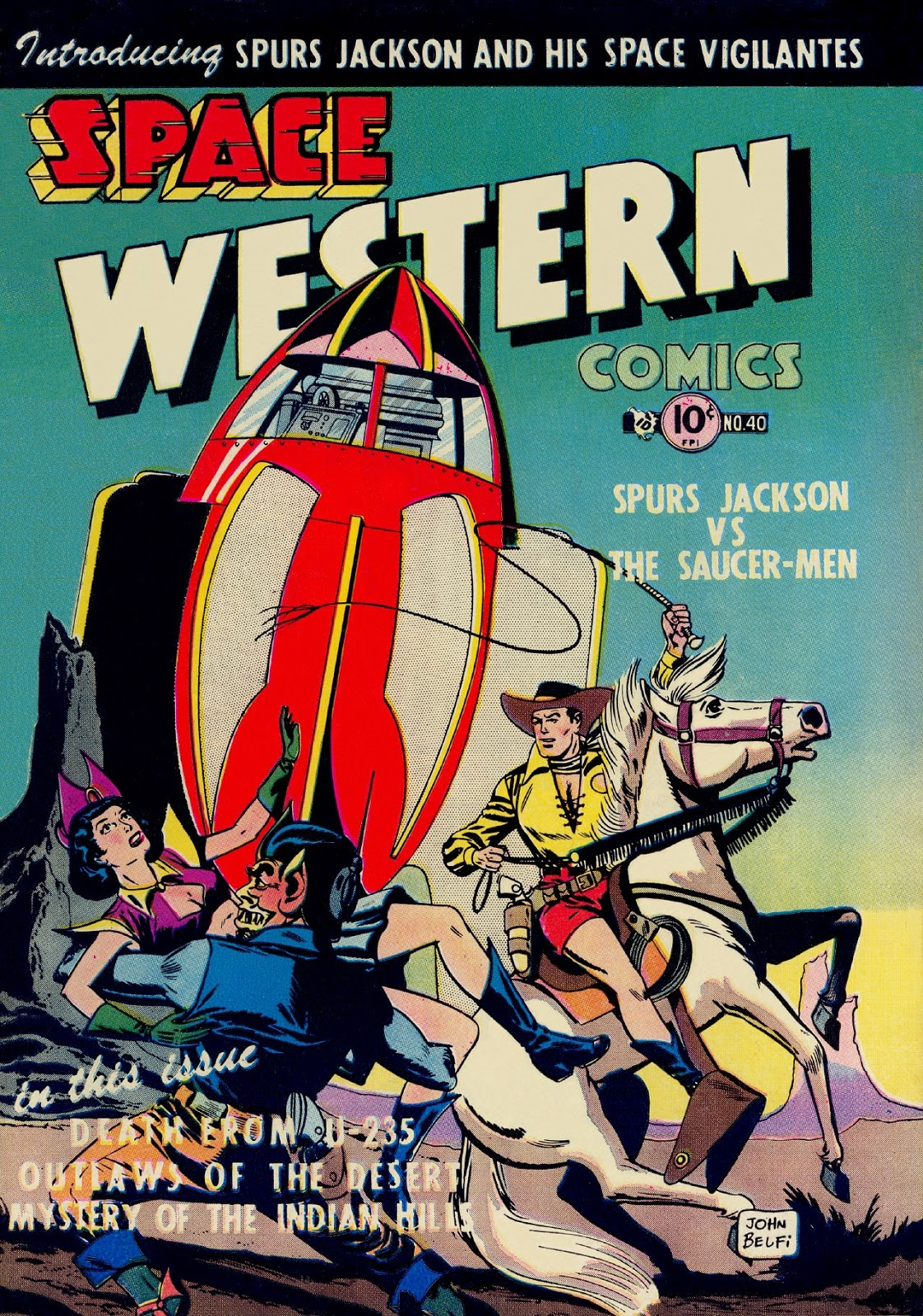
De cover van Space Western # 40 (1952), uitgegeven door Charlton Comics

Er zijn binnen de westernstrip diverse subgenres te onderscheiden, waaronder de volgende:
- De klassieke western: Deze strips worden gekenmerkt door een duidelijke scheiding tussen goed en kwaad en moreel smetteloze hoofdpersonen, die uitstekend kunnen schieten en strijden tegen onrecht. Hiertoe behoren de meeste westernstrips uit de zogenaamde Golden Age in de Verenigde Staten. Deze strips hebben gewoonlijk een realistische tekenstijl.
- De parodie: In deze strips worden de in westerns gehanteerde stereotypen overdreven om een komisch effect te creëren. In tegenstelling tot de klassieke western zijn deze strips vaak meer karikaturaal getekend. Een bekend voorbeeld is de stripreeks Lucky Luke.
- Western Romance: Een cross-over tussen westernstrips en romantische strips.
- Weird Western: de Weird Western wordt gekenmerkt door het voorkomen van bovennatuurlijke elementen, zoals magie, geesten en vampieren.
- Science Fiction Western: De Science Fiction Western combineert de setting van de western met science-fiction elementen, zoals aliens, tijdreizen en gekke geleerden.
- Space Western: In de Space Western fungeert in plaats van het wilde westen de ruimte als de final frontier, het woeste en wetteloze grensgebied. Sommige van deze verhalen vertonen cowboys in de ruimte met robotpaarden en straalpistolen, bijvoorbeeld in de reeks Space Western (1952-1953) van Charlton Comics. In andere gevallen is de invloed van het westerngenre subtieler.

## Geschiedenis

### Oorsprong
Het westerngenre was, in de vorm van boeken, films en pulp erg populair in de Verenigde staten van de late jaren 30 tot in de jaren 60. In de jaren 20 verschenen de eerste western-krantenstrips, waaronder Young Buffalo Bill  van Harry O'Neill. Tegen het midden van de jaren 30 verscheen het genre ook in stripbladen. Centaur Publications gaf eind 1936 Star Ranger en Western Picture Stories uit, de eerste stand-alone titels op het gebied van de westernstrip. Dell Comics volgde het jaar erop met Western Action Thrillers.

### "Golden Age": 1948-1960
Kort na de Tweede Wereldoorlog nam de populariteit van de westernstrip sterk toe. Een groot aantal uitgevers begon eigen westerntitels uit te geven, met name vanaf 1948. Een van belangrijkste uitgevers was Timely Comics/Atlas Comics, de voorloper van Marvel Comics, met titels als Kid Colt Outlaw, Rawhide Kid, Two-Gun Kid en Wild Western. Andere belangrijke uitgevers op het gebied van westernstrips waren Charlton Comics (onder meer Billy the Kid en Cheyenne Kid), DC Comics (onder meer All-Star Western), Dell Comics (onder meer The Lone Ranger) en Fawcett Comics (onder meer Hopalong Cassidy).

#### Personages
Sommige uitgaven waren samengesteld uit verhalen die elk om een ander personage draaiden, maar de meeste publicaties draaiden voornamelijk rond een enkel hoofdpersonage, een westernheld. Doorgaans waren dit jonge, blanke, mannelijke helden die de misdaad bestreden. Niet zelden waren ze onterecht vogelvrij verklaard. De eerste westernheld van wie de avonturen in comics verschenen was de Masked Raider van Timely Comics, vanaf 1939. In de strips van Timely/Atlas/Marvel verscheen een groot aantal revolverhelden, vaak met "Kid" in hun naam. Met name Kid Colt, Rawhide Kid en Two-Gun Kid waren succesvol. DC Comics publiceerde onder meer Johnny Thunder, Nighthawk en Vigilante, terwijl bij Dell Comics avonturen van de Lone Ranger verschenen. Naast verzonnen personages kregen ook verschillende historische figuren hun eigen bladen. Hiertoe behoren Billy the Kid, Wild Bill Hickock, Davy Crockett, Buffalo Bill, Jesse James, Jim Bowie en Kit Carson.

#### Westernacteurs
In de jaren 1946-1949 verscheen een groot aantal titels rond belangrijke westernacteurs en cowboyzangers, doorgaans met foto's van de betrokken ster op de cover. Bijna alle sterren hadden wel een eigen titel. Vooral bij Fawcett Comics verschenen veel van deze titels. De meeste van deze cowboy actor comics waren tegen 1957 weer verdwenen. Inhoudelijk verschilden de verhalen niet veel van de standaard westernstrips uit deze periode.

#### Subgenres
In deze bloeitijd van de westernstrip verschenen ook verschillende subgenres. Een daarvan was de Western Romance, met titels als Cowboy Love  en Real West Romances. Een ander genre was de Native American Comic, met indianen in de hoofdrol. Veel van deze karakters hadden net als hun blanke tegenhangers de rol van nobele misdaadbestrijders. Een cross-over met sciencefiction resulteerde in de Space Western, waarbij de klassieke elementen van een westernstrip werden overgeplaatst naar een sciencefictionsetting.

### Neergang in de jaren 60
Het westerngenre als geheel beleefde rond 1960 zijn hoogtepunt, met name door het grote aantal westerns dat toen op de Amerikaanse televisie verscheen. Het genre gaf een geromantiseerd beeld van het Amerikaanse verleden er raakte mede daardoor in de jaren 60 uit de gratie, vooral in de nasleep van de Vietnamoorlog, toen een dergelijke geromantiseerde visie op Amerika meer en meer verdween. Superhelden maakten een nieuwe bloei door in deze zogenaamde Silver Age van de Amerikaanse comics en bijna alle westernstrips verdwenen van de Amerikaanse markt. Charlton Comics kon door haar lage productiekosten nog een aantal titels voortzetten, maar verder bleven alleen de titels The Lone Ranger van Dell Comics en Marvels Kid Colt, Rawhide Kid en Two-Gun Kid overeind. In 1965 verscheen Lobo bij Dell Comics, met als titelheld een zwarte revolverheld. Van het blad verschenen maar twee uitgaven, maar het markeerde de eerste keer dat een Afro-Amerikaan titelheld was van een stripreeks.

### Weird West en tegenwoordig
Vanaf de late jaren 60 kwam de western weer iets op, in een nieuwe vorm: er kwamen revisionistische westernfilms op de markt, die werden gekenmerkt door een donkerdere en meer cynische toon en meer nadruk op realisme, ten koste van het geromantiseerde beeld van de eerdere westerns. Antihelden werden populair en vrouwen, indianen en Mexicanen gingen een belangrijkere, positievere rol spelen. Van 1972 tot 1980 gaf DC Comics het blad Weird Western Tales uit. Weird West werd de naam voor een nieuw subgenre, dat western mengde met andere genres, gewoonlijk horror of fantasy, maar ook bijvoorbeeld steampunk of sciencefiction. DC Comics sloot aan bij deze trend met de nieuwe karakters, zoals Bat Lash (vanaf 1968) en de premiejager en antiheld Jonah Hex (vanaf 1972)
Ook Marvel sprong in op de vernieuwde interesse in de western met The Mighty Marvel Western (1968-1976) en Western Gunfighters Vol. 2 (1970-1975). Deze titels bevatten grotendeels herdrukken van eerdere verhalen. De meeste westerntitels uit deze periode haalden de jaren 80 niet, en nadat in 1985 het laatste nummer van Jonah Hex verschenen er bij de grotere uitgeverijen geen westernstrips meer.
In 1995 introduceerde Vertigo, een imprint van DC Comics, de reeks Preacher, die zich afspeelt in het heden, maar veel westernelementen bevat. Sindsdien zijn in de jaren 90 en 2000 nog diverse andere westernreeksen bij DC Comics verdwenen. Ook bij andere uitgeverijen duiken om de zoveel tijd westerns op, en AC Comics heeft een aantal westernstrips uit de jaren 40 en 50 herdrukt. De meeste westernstrips uit recente jaren leunen tegen het Weird West-genre aan, maar er verschijnen ook meer klassieke verhalen, hoewel meestal met een donkerder sfeer dan de klassieke westerns.

## Europa
Vanuit Amerika waaide de western ook over naar Europa, en in veel landen verschenen westernstrips uit de Verenigde Staten. Daarnaast ontwikkelde zich in de jaren na de Tweede Wereldoorlog een sterke Europese traditie van westernstrips, vooral in de Italiaanse en Franco-Belgische striptraditie. De Italiaanse reeks Tex Willer en de oorspronkelijk uit België afkomstige reeks Lucky Luke zijn allebei kort na de oorlog ontstaan en zijn nog steeds uiterst succesvol.

### Italië
Met name in Italië sloeg de western aan, en veel Italiaanse auteurs stortten zich op het genre. De Italiaanse westerns bevatten doorgaans een enkel verhaal per nummer, of een deel van een verhaal dat verschillende nummers lang duurt. Kit Carson (1937-1940) van Rino Albertarelli wordt beschouwd als de voorloper van het westerngenre in Italië. De grote succesreeksen ontstonden in de jaren na de Tweede Wereldoorlog. De populairste reeks, Tex Willer van Gian Luigi Bonelli en Aurelio Galleppini, loopt al sinds 1948 en telt honderden nummers. Het is de best verkochte strip in Italië en is vertaald in verschillende andere talen. Piccolo Sceriffo (1948-1964), Capitan Miki (1951-1967) en Il Piccolo Ranger (1958-1985) maken deel uit van een golf jeugdige westernstriphelden uit de jaren 50 en 60. Piccolo Sceriffo (Kleine Sheriff) is een sheriff, Capitan Miki een ranger uit Nevada en Il Piccolo Ranger een Texas Ranger. Il grande Blek (1954-1967) en Il Comandante Mark (1966-1990), die net als Capitan Miki bedacht werden door het auteursteam EsseGesse, spelen tijdens de Amerikaanse Onafhankelijkheidsoorlog (1775-1783). Il Grande Blek is een pelsjager en Il Comandante Mark de commandant van een paramilitaire organisatie die tegen de Engelsen vecht. Ook Zagor (vanaf 1961) heeft een afwijkende setting en gaat over een Tarzaneske held die in de eerste helft van de negentiende eeuw een woud in Pennsylvania bewoont. Cocco Bill (1957-1998) van Benito Jacovitti is een humoristische westernstrip. Storia del West (1967-1980) beschrijft de geschiedenis van het wilde westen aan de hand van de lotgevallen van twee families. Een meer recente reeks is Magico Vento (1997-2010), een western/horror-strip.

### De Franco-Belgische strip
Naast Italië kent ook de Franco-Belgische strip een aantal succesvolle westernreeksen. De humoristische strip Lucky Luke verschijnt al sinds 1946 en is een van de best verkochte Europese stripreeksen wereldwijd. Ook Chick Bill (vanaf 1952) is een humoristische westernstrip. Jerry Spring (1954-1990) wordt gekenmerkt door realistische tekeningen van het wilde westen en heeft veel van de latere westernstrips beïnvloed, waaronder Blueberry (vanaf 1963), Comanche (1969-2002), Jonathan Cartland (1974-1995) en Buddy Longway (1972-2006). Blueberry en Comanche vertonen net als Durango (vanaf 1981) overeenkomsten met spaghettiwesterns. Yakari (vanaf 1969) gaat over een jonge indiaan van de Lakota-sioux en is gericht op een jong publiek. De Blauwbloezen (vanaf 1972) gaat over soldaten tijdens de Amerikaanse Burgeroorlog en wordt gekenmerkt door een mengeling van avontuur en humor.

### Nederland
Een van de eerste westernstrips in Nederland was de reeks De onbekende stille, waarvan tussen 1953 en 1960 116 delen verschenen. De strips in deze reeks waren vertalingen van Amerikaanse Lone Ranger-verhalen. Een andere grote reeks uit die tijd was Kit Carson (1954-1967), met in totaal 96 nummers. Deze strips waren afkomstig van de Britse uitgeverij Fleetway en gemaakt door Italiaanse auteurs. In de jaren 60 en 70 maakte het westerngenre in Nederland een bloeiperiode door. Er verschenen grote aantallen vertaalde strips uit de Verenigde Staten en Engeland, maar ook Frankrijk, België en Italie. Belangrijke reeksen uit deze periode zijn Sheriff Classics (1964-1974), waarin Amerikaanse verhalen van met name Marvel Comics verschenen, en Lasso (1963-1974), met voornamelijk Britse westernstrips.
In de jaren 70 verdwenen de meeste westernstrips van de Nederlandse markt. Weinig Nederlandse auteurs hebben zich aan de western gewaagd. Uitzonderingen zijn Hans G. Kresse, met onder meer de Indianenreeks (1973-1982), en Stampede!/De Cowboys van Peter de Wit.

### Overig
Uit Vlaanderen stammen onder meer Bessy, Karl May en Zilverpijl. Ook in Engeland werden vanaf de jaren 50 westernstrips gemaakt. L. Miller & Son  gaf titels uit als Colorado Kid, Davy Crockett en Kid Dynamite Western Comic. Fleetway publiceerde Cowboy Picture Library (1950-1962). Deze reeks telde in totaal 468 nummers en bevatte voornamelijk herdrukken uit Amerikaanse westernstrips. Later volgde Wild West Picture Library (1966-1971) dat om de week verscheen en waarvan 114 nummers uitkwamen.
Uit Spanje kwamen strips als Apache, Red Arrow en Sheriff King.